# Garfield (phim)
Garfield là một bộ phim thuộc thể loại live-action của Hoa Kỳ được công chiếu vào năm 2004 của đạo diễn Peter Hewitt, bộ phim dựa trên loạt phim hoạt hình và bộ truyện tranh cùng tên Garfield của Jim Davis. Trong phim, chú mèo Garfield được tạo ra bằng hình ảnh máy tính, còn các nhân vật khác đều là người thật hay thú nuôi thật đóng. Bộ phim được sản xuất bởi Davis Entertainment và hãng 20th Century Fox. Bộ phim có vài nét tương đồng với bộ phim hoạt hình sản xuất năm 1982 Here Comes Garfield.
Mặc dù truyện tranh về Garfield được các phương tiện truyền thông đánh giá cao, tuy vậy bộ phim Garfield đã làm nhiều người xem yêu thích chú mèo trong phiên bản hoạt hình.

## Nội dung
Garfield, một chú mèo màu cam thừa cân, lười biếng và sống tự do, sống cùng với chủ nhân của mình là Jon Arbuckle. Garfield dành phần lớn thời gian để trêu chọc Jon và đối đầu với Luca, chú chó Dobermann hung hăng của hàng xóm. Ngoài Jon, Garfield còn duy trì một tình bạn kỳ lạ với chú chuột Louis bằng cách tha mạng cho cậu ta, đồng thời thường xuyên giao lưu với những chú mèo hàng xóm khác như Nermal và Arlene.
Jon bắt đầu có thói quen đưa Garfield đến gặp bác sĩ thú y Liz Wilson, người mà anh đang yêu thầm. Jon cố gắng hẹn hò với Liz, nhưng do một sự hiểu lầm, anh vô tình nhận nuôi một chú chó tên Odie, một chú cún hòa đồng, thân thiện và tràn đầy năng lượng. Garfield ngay lập tức không ưa Odie và bắt đầu cạnh tranh sự chú ý từ Jon. Odie sau đó được đưa đến một cuộc thi tài năng dành cho chó, nơi Liz làm giám khảo. Tại đây, Garfield bị các chú chó khác đuổi theo, khiến Odie bất ngờ trở thành tâm điểm của sân khấu với màn nhảy ngẫu hứng thành công trên nền ca khúc "Hey Mama" của Black Eyed Peas. Một người dẫn chương trình truyền hình địa phương tên Happy Chapman, cũng là giám khảo, ấn tượng với màn trình diễn của Odie và đề nghị Jon ký hợp đồng truyền hình cho Odie, nhưng Jon từ chối.
Khi trở về nhà, Garfield, vì chán ghét sự hiện diện của Odie, đã đá một quả bóng, gây ra một chuỗi phản ứng khiến cả ngôi nhà bị lộn xộn. Jon phát hiện ra và buộc Garfield phải ngủ ngoài trời. Khi Odie ra ngoài để an ủi Garfield, cậu ta lẻn vào nhà và khóa Odie ở bên ngoài. Nermal và Arlene chứng kiến cảnh này khi Odie chạy đi và bị một bà già tên là Mrs.Baker bắt giữ. Jon và Liz bắt đầu tìm kiếm Odie, trong khi những người bạn của Garfield tỏ ra thất vọng về cách cậu ta đối xử với Odie.
Trong khi đó, Happy Chapman, người bị dị ứng với mèo, ghen tị với anh trai mình là Walter, một phóng viên nổi tiếng, và mơ ước được xuất hiện trên chương trình Good Day New York. Chapman cùng trợ lý Wendell phát hiện thông báo tìm Odie của Mrs. Baker và, nhận ra tiềm năng kiếm lợi nhuận, đã nhận Odie về làm “thú cưng” của Chapman. Khi Garfield nhìn thấy Odie trên truyền hình và nghe Chapman thông báo rằng ông ta sẽ đưa Odie đến New York, Garfield quyết tâm giải cứu Odie. Jon phát hiện Garfield cũng mất tích, nên nhờ đến Liz để cùng tìm kiếm cả hai.
Garfield lẻn vào tòa tháp phát sóng qua đường ống thông gió và tìm thấy Odie bị nhốt trong lồng, nhưng Chapman xuất hiện và gắn một vòng cổ sốc điện vào Odie. Chiếc vòng cổ này sẽ phát ra điện giật để buộc Odie thực hiện các trò biểu diễn. Chapman sau đó đưa Odie đến nhà ga xe lửa, trong khi Garfield cố gắng theo sát. Tuy nhiên, một nhân viên kiểm soát động vật lại bắt Garfield vì nhầm cậu ta là mèo hoang. Cùng lúc đó, Mrs. Baker thông báo với Jon rằng Chapman đã bắt Odie, khiến Jon tin rằng Garfield cũng bị Chapman bắt giữ. Jon biết Chapman đang ở nhà ga xe lửa và lập tức đến đó.
Trong khi đó, chú mèo cưng bị bỏ rơi của Chapman, Persnikitty (tự xưng là Sir Roland), cùng các loài động vật khác giúp Garfield nhận ra rằng bạn bè của cậu đã đúng: cậu ghen tị với Odie. Garfield cuối cùng thấu hiểu rằng Jon thực sự rất yêu quý Odie. Sau đó, Sir Roland và những con vật khác giúp Garfield trốn khỏi trung tâm kiểm soát động vật. Chapman lên chuyến tàu đến New York với Odie trong toa hành lý. Garfield đến nhà ga chỉ kịp nhìn thấy tàu rời đi, nên cậu lẻn vào phòng điều khiển hệ thống tàu và đổi đường ray, dẫn đến nguy cơ va chạm tàu nghiêm trọng. Garfield kịp thời nhấn nút dừng khẩn cấp, ngăn chặn tai nạn và đưa chuyến tàu của Chapman quay lại nhà ga. Garfield giải cứu Odie và cả hai chuẩn bị rời đi. Tuy nhiên, Chapman đuổi theo và dồn cả hai vào khu vực chứa hành lý. Ông ta đe dọa Odie bằng chiếc vòng cổ sốc điện, nhưng nhóm bạn của Garfield, bao gồm Louis và gia đình chuột của cậu ấy, do Sir Roland dẫn đầu, tấn công Chapman và gắn chiếc vòng cổ lên cổ ông ta.
Ngay sau đó, Garfield và Odie hạ gục Chapman bằng cách kích hoạt chiếc vòng cổ. Jon và Liz đến nơi, nhìn thấy Chapman và Jon đã đấm ông ta vì hành vi bắt cóc thú cưng. Garfield, Odie, Jon và Liz đoàn tụ và trở về nhà, trong khi Chapman bị bắt vì liên quan đến vụ việc với các chuyến tàu và hành vi bắt cóc Odie. Trở về nhà, Garfield lấy lại được sự tôn trọng từ bạn bè khi họ ca ngợi cậu như một người hùng, trong khi Jon và Liz bắt đầu mối quan hệ tình cảm.

## Diễn viên

### Người đóng
- Breckin Meyer trong vai Jon Arbuckle, chủ của Garfield và Odie
- Jennifer Love Hewitt trong vai bác sĩ Liz Wilson, bác sĩ thú y của Garfield và là người Jon yêu.
- Stephen Tobolowsky trong vai Happy Chapman, người dẫn chương trình và là phản diện chính
- Evan Arnold trong vai Wendell, quản gia của Happy
- Mark Christopher Lawrence trong vai Christopher Mello, người đồng dẫn chương trình của Happy.
- Eve Brant Ashe trong vai Bà Baker, bà lão đã cứu Odie
- Juliette Goglia trong vai cô bé cố gắng nhận nuôi Persnikitty từ Trung tâm kiểm soát động vật.
- Joe Bays trong vai thành viên của Raccoon Lodge
- Leyna Nguyễn trong vai phóng viên tin tức (Abby), đồng nghiệp của Walter.
- Joe Ochman trong vai Kỹ sư, một công nhân tại Tháp Telegraph.

### Lồng tiếng
- Bill Murray lồng tiếng vai Garfield, chú mèo béo, lười biếng của Jon
- Nick Cannon lồng tiếng vai Louis, chú chuột thân thiện
- Alan Cumming lồng tiếng vai Persnikitty (chú làm lại tên cho chính mình "Sir Roland")
- David Eigenberg lồng tiếng vai Nermal, chú mèo Siamese
- Brad Garrett lồng tiếng vai Luca, một chú chó Doberman Pinscher hung dữ canh giữ ngôi nhà bên cạnh Garfield.
- Debra Messing lồng tiếng vai Arlene, bạn gái của Garfield
- Richard Kind lồng tiếng vai chuột cha
- Debra Jo Pupp lồng tiếng vai chuột mẹ
- Wyatt Smith, Jordan Kaiser và Alyson Stoner trong vai những chú chuột con không tên–Kid Rat số 1, Kid Rat số 2 và Kid Rat số 3
- Jimmy Kimmel lồng tiếng vai Spanky, con chó pug
- Gregg Berger lồng tiếng vai Odie, con chó cưng của Jon và Liz

## Loạt phim mở rộng

### Phần tiếp theo
Phần tiếp theo của nó là Garfield: Chú mèo siêu quậy công chiếu vào ngày 16 tháng 6 năm 2006.

### Phim hoạt hình
Phim hoạt hình Garfield dựa theo loạt truyện tranh cùng tên có sự tham gia của Chris Pratt sẽ công chiếu vào ngày 24 tháng 5 năm 2024.